# The Girl Code
«The Girl Code» (укр. «Дівчачий код») — десята серія двадцять сьомого сезону мультсеріалу «Сімпсони», прем'єра якої відбулась 3 січня 2016 року у США на телеканалі «Fox».

## Сюжет
Гомер йде на роботу, забувши вдома свій обід. Нажахана Мардж поспішно вирушає на атомну електростанцію. Там вони з Гомером весело проводять час, а потім вона завантажує їх спільні фотографії на «Facelook». Фото на якому Гомер стоїть на тлі труб АЕС з талим морозивом вона підписує, «Розтанув на атомній станції» (англ. «Meltdown at the Nuclear Plant»). Містер Бернс, якому Смізерс показав це фото для жарту, просто сказився, внаслідок чого, Гомера звільняють з роботи. Він вирушає на свою першу роботу, на якій він працював, коли йому було ще 14 років, — посудомийником у грецькій забігайлівці.
В цей час у школі у дітей новий урок — програмування, яка веде нова вчителька Квінн Хопер. Вона дає дітям домашнє завдання, придумати ідею для програми. Історія Гомера, пов'язана з соціальними мережами, наштовхнула Лісу на думку, що було б добре, якби існував додаток, який передбачав наслідки різних публікацій в Інтернеті. Квінн вважала цю ідею геніальною, проте її складно можна втілити. Вона збирає команду з таких же дівчат-програмісток, як вона, і вдома у Сімпсонів вони разом почали писати код для цієї програми.
Гомер працює у грецькій забігайлівці, і починає вести себе як грек і навіть виглядати відповідним чином. Зарплату він також отримує у грецьких драхмах, які в перерахунку на американські гроші нічого не варті.
Коли робочий «білд» програми був завершений, його назвали «Конрад» і випробували на Барті і цей експеримент вдався. Потім додаток показали на виставці, де він мало великий успіх. Наступний крок, — це його завантаження в онлайн-магазин додатків, де його зможе придбати будь-який охочий. Якось «Конрад» заговорює з Лісою і просить не робити цього. Адже в цьому випадку йому доведеться читати мільярди чужих повідомлень і переглядати дурні селфі, — він боїться, що просто збожеволіє. Ліса виявляє співчуття, підключає його до роутера і дає втекти у хмару…
Перед відходом «Конрад» зламує комп'ютери на Спрінґфілдській АЕС і шантажує Бернса знайденою інформацією. В результаті, Гомеру повертають його роботу.

## Культурні відсилання і цікаві факти
- У Квінн є sudo-тату[1].

## Ставлення критиків і глядачів
Під час прем'єри серію переглянули 4,41 млн осіб з рейтингом 2.0, що зробило її найпопулярнішим шоу на каналі «Fox» тієї ночі.
Денніс Перкінс з «The A.V. Club» дав серії оцінку B, сказавши, що «швидкий темп, набір відданих і смішних запрошених зірок і смайлик серця поєдналися, щоб зробити серію скромною, але вище середнього епізодом Сімпсонів».
Згідно з голосуванням на сайті The NoHomers Club більшість фанатів оцінили серію на 2/5 із середньою оцінкою 2,9/5.